# Erik Eriksson på Åsen
Erik Eriksson på Åsen eller Erich Erichsson, var en svensk herde. Han är känd för den roll han spelade som vittne i  häxprocessen i Älvdalen, som var startpunkten för det stora oväsendet.
Strax före eller efter Gertrud Svensdotters vittnesmål mot Märet Jonsdotter hade Erich Erichsson, 15 år, kommit med ett vittnesmål, och det gissas att detta fick Gertrud att bekänna. Erik ansågs synsk, och behandlades med respekt på grund av detta. Vid vallningen på midsommar 1667 hade han fallit i dvala och haft visionen av en svartklädd präst, som bjudit honom mat, men han nekade och vaknade; han hade gått hem, och förlorat mycket boskap. Hans synskhet gjorde att han inte fick några förebråelser för att ha förlorat boskapen, "Emedan han tillförende så war wahn att stundom giöra". 
I sina visioner hade han hört att barnen skulle frälsas från Blåkulla med ris, men att det var för sent för de vuxna. En gång hade han fallit i dvala, och sedan farit upp i vädret, där han sett Gertrud och de barn hon fört med sig, bland annat hans syster Ana Erichsdotter (9) sitta vid ett bord i Blåkulla. På natten hade han sett en ängel och en djävul diskutera vem som hade flest innevånare i sitt rike, och ängeln sade att Gertrud tog många till djävulens rike. 14 dagar sedan hade han anmält det hela.      
Erik förhördes bara en enda gång, och som vittne, aldrig som anklagad, som de övriga vittnena. Hans vittnesmål gavs dock stor betydelse; han ges kredit för att ha avslöjat det hela, "Dhenna handelen upprögt haffwer", "detta trolldombswäsendet också först yppat" och "Först dher om uppenbarelse".